# Žihobce (zámek)
Žihobce jsou tvrz přestavěná na zámek ve stejnojmenné obci v okrese Klatovy. Nejstarším panským sídlem ve vesnici bývala tvrz, která zanikla během husitských válek. Byla sice obnovena, ale za vlády Jiřího z Poděbrad ji královské vojsko znovu dobylo a pobořilo. Panské sídlo obnovili až Kocové z Dobrše. Po nich na zámku sídlili císařští důstojníci, z nichž Ferdinand Iselin z Lanau nechal postavit dochovaný barokní zámek. Zámecký areál je od roku 1964 chráněn jako kulturní památka a od roku 2013 také jako evropsky významná lokalita, protože na zámecké půdě žije kolonie vrápenců malých.

## Historie
Ves Žihobce patřila od jedenáctého století k majetku břevnovského kláštera. Ve čtrnáctém století ji získal vladycký rod ze Žihobic. Prvním známým majitelem byl v letech 1350–1383 Racek ze Žihobic. Nejspíše už v té době ve vsi stála tvrz. Po Rackovi na ní sídlil Jakůbek ze Žihobic připomínaný v letech 1383–1404, Vintíř ze Žihobic (1406) a Racek ze Žihobic (1412). Během husitských válek tvrz se dvorem zpustla. Podle pověsti uvedené v žihobecké farní knize z roku 1799 ji dobyl a pobořil Jan Žižka při obléhání hradu Rabí. Roku 1461 zůstávaly tvrz i dvůr stále pusté. Patřily manželům Joštovi a Jitce, kteří téhož roku zemřeli a jejichž majetek připadl jako odúmrť králi Jiřímu z Poděbrad. O rok později ji král věnoval Janovi řečenému House z Žihobic, který tvrz opravil. Přidal se však ke královým odpůrcům na stranu jednoty zelenohorské, a kníže Jindřich I. starší z Minsterberka proto tvrz roku 1467 dobyl a pobořil.
V první polovině šestnáctého století vesnice s pustou tvrzí patřila Zvěstovi z Malkova, který ji prodal Břetislavovi z Rýzmberka. Od něj ji roku 1548 koupil spolu s Dražovicemi Jan Šťastný z Říčan. Jan si posléze ponechal jen Dražovice a pustou tvrz Žihobce s poplužním dvorem a polovinou vsi prodal roku 1556 Kryštofu Kocovi z Dobrše za 850 kop českých grošů. Kryštof ji připojil k dobršskému panství a zároveň žihobecký statek věnoval manželce Kateřině, rozené z Běšin, k doživotnímu užívání. Tvrz poté patřila k Dobrši až do roku 1609, kdy se dělil majetek mezi dědice Václava Koce z Dobrše, který byl Kryštofovým vnukem. K nově vytvořenému panství patřila Václavem obnovená tvrz a vesnice Věšíno, Rozsedly, Kačice, Šimanov, Ostružno, Ždánov, Nezdice, Strašín a Maleč. Panství získal Jan Václav Koc z Dobrše z bystřické větve rodu. Jeho synové Jan Bedřich, Diviš, Jindřich, Přibík, Humprecht, Vilém, Adam Havel a Heřman Kocové z Dobrše panství roku 1613 prodali své matce Lidmile, vdově po Janu Václavu Kocovi, rozená Černínové z Chudenic a znovu provdané Lokšanové. Kromě řady vesnic ke statku patřil také pivovar, kašna, ovčín, cihelna, vápenická pec, vápencový lom a lomecký mlýn. Lidmila po třech nebo čtyřech letech panství prodala Jaroslavu Bukovanskému z Bukovan. Za účast na stavovském povstání v letech 1618–1620 mu byla roku 1623 zkonfiskována polovina majetku, ke které patřily Žihobce. Zabavený statek v roce 1627 koupil Martin de Hoeff-Huerta.
Po Huertvě smrti Žihobce patřily dalším císařským plukovníkům. Nejprve panství koupil Antonio Lopez de Gradin, který je odkázal své manželce Barboře. Roku 1635 potom panství zdědil jejich schovanec Mikuláš de Nogrell, který padl roku 1641 v bitvě se Švédy, a statek zůstal vdově Anně Desfoursové. Ta se podruhé provdala za svobodného pána Františka Klaudia Iselina z Lanou. Jeho syn Ferdinand Iselin z Lanau nechal starou tvrz přestavět na barokní zámek. Dokončení přestavby dokládá letopočet 1688 ve druhém poschodí zámku. Ferdinand zemřel roku 1700 a zadlužené panství koupila Anna Iselinová z Lanou. Od ní je roku 1709 nebo 1710 koupil pasovský biskup Johann Philipp von Lamberg a jeho příbuzným patřilo až do roku 1945. Jako první z Lambergů se na zámku trvale usadil až počátkem devatenáctého století kníže Karel Evžen z Lambergu.
Ve druhé polovině dvacátého století zámek sloužil jako škola, která se od roku 2012 o budovu dělí s Muzeem Lamberská stezka a obecním infocentrem. Na zámecké půdě hnízdí kolonie vrápenců malých (Rhinolophus hipposideros), a proto byl zámek vyhlášen jako evropsky významná lokalita.

## Stavební podoba

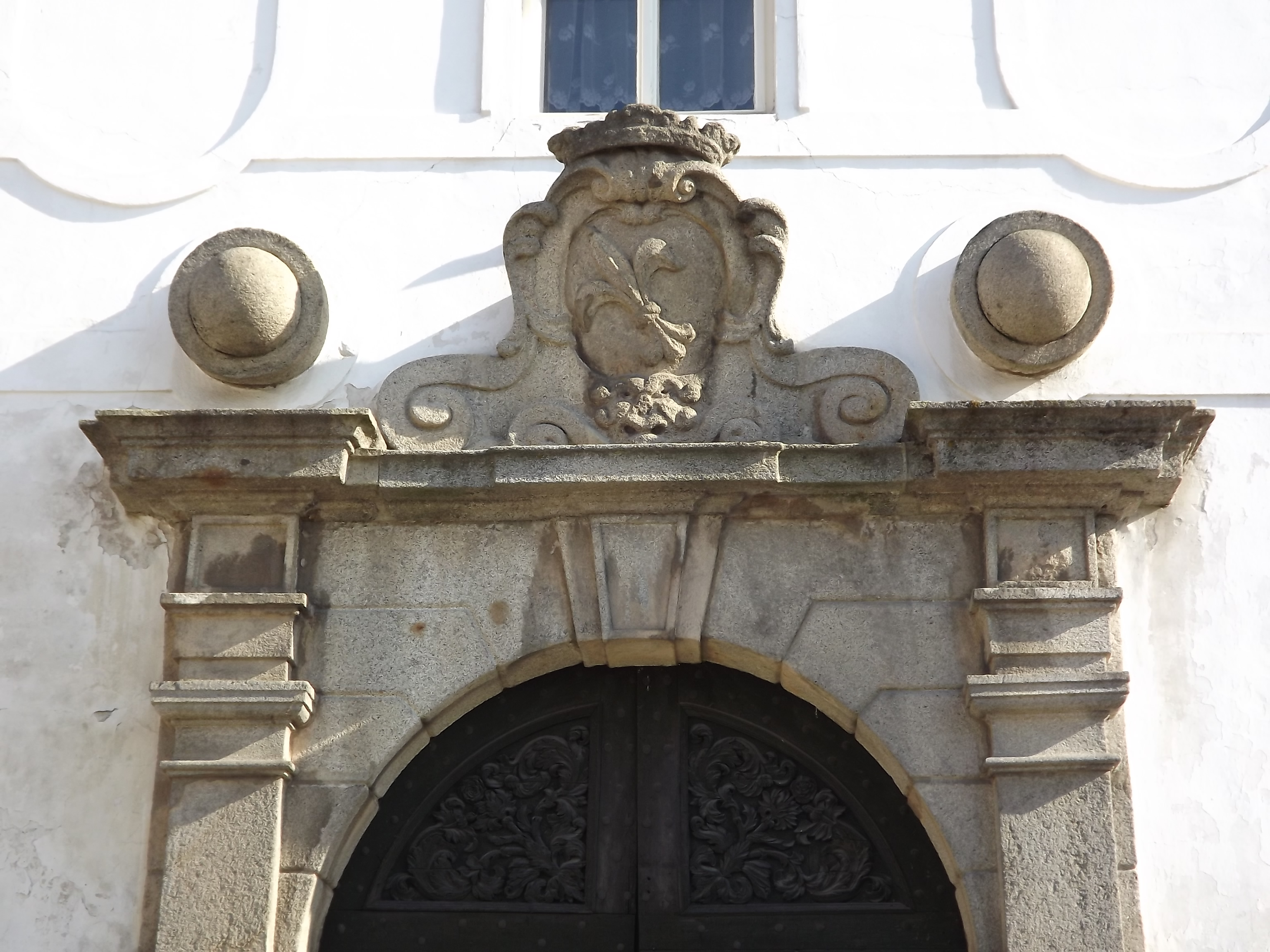
Portál

Poloha středověké tvrze není známá, ale předpokládá se, že stávala na místě dochovaného zámku s věžemi na obou koncích. Budova má raně barokní průčelí členěné vysokými pilastry a okna zdobená supraportami. V omítce se dochovaly pozůstatky renesančních sgrafit. Do zámku se vstupuje portálem v levé věži, za kterým se nachází průjezd zaklenutý valenou klenbou. Stejný typ klenby byl použit v ostatních přízemních a suterénních prostorách s výjimkou dvou místností s hřebínkovými klenbami. K památkově chráněnému areálu patří kromě hlavní zámecké budovy také empírová jízdárna (čp. 93) z doby okolo roku 1800, skleník (čp. 114) a park.
V zámeckém parku roste památný strom lípa srdčitá s obvodem kmene 448 centimetrů a výškou 29 metrů.